# GAZelle (furgoneta)
La GAZelle (del ruso: ГАЗе́ль) es una serie de furgonetas del fabricante ruso de automóviles GAZ. La serie GAZelle es similar a los últimos modelos de los camiones de carga ligero y vanetes GAZ-2215/GAZ-2752 Sobol y del GAZ-3310 Valdai. GAZelle, al Sobol, y al Valdai con los que se tendría en mente mejorar la penetración de la marca en este disputado segmento en el mercado ruso de vehículos comerciales. Se ofrece en variantes de carga y de pasajeros.

## Modelos
- GAZ-3302 - furgoneta de carga, camioneta, tracción trasera, chasis carrozable, de tres asientos y cabinada.
- GAZ-33021 - furgoneta de carga, camioneta, tracción trasera, chasis carrozable, de tres asientos y cabinada, variante mejorada de la anterior.
- GAZ-33023 - furgoneta de carga, camioneta, tracción integral, chasis carrozable, de tres asientos y cabinada.
- GAZ-33027 - furgoneta de carga, camioneta, tracción trasera, chasis carrozable, versión especial de seis asientos (cabina "Kingcab") y cabinaje extendido.
- GAZ-330237 - furgoneta de carga, camioneta, tracción trasera, chasis carrozable, de tres asientos y cabinada
- GAZ-3221 - miniván, de 8 asientos, tracción trasera.
- GAZ-32213 - miniván, de 13 asientos, tracción trasera.
- GAZ-322132 - miniván, de 13 asientos, tracción trasera. (marshrutka, o van para servicios de transporte especial).
- GAZ-2705 - furgoneta de carga, camioneta, tracción trasera.
- GAZ-27051 - ambulancia camioneta, tracción trasera.
- GAZ-27052 - furgoneta de carga, cabina extendida, camioneta, tracción trasera.
- GAZ-27057 - furgoneta de carga, cabina extendida, camioneta, tracción integral.

## Galería de imágenes

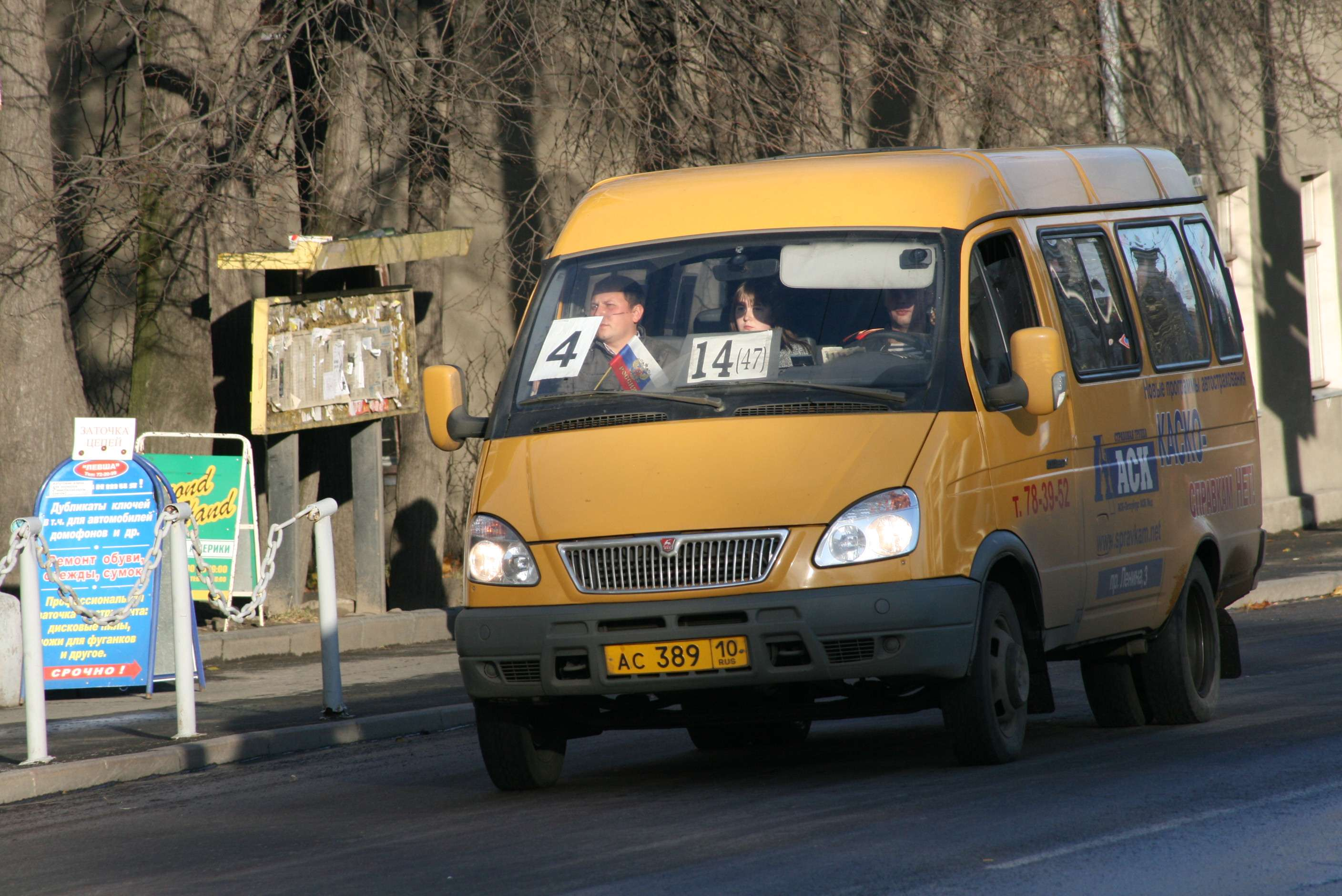
Una GAZelle GAZ-3221 de color amarillo en el servicio marshrutka en Petrozavodsk.
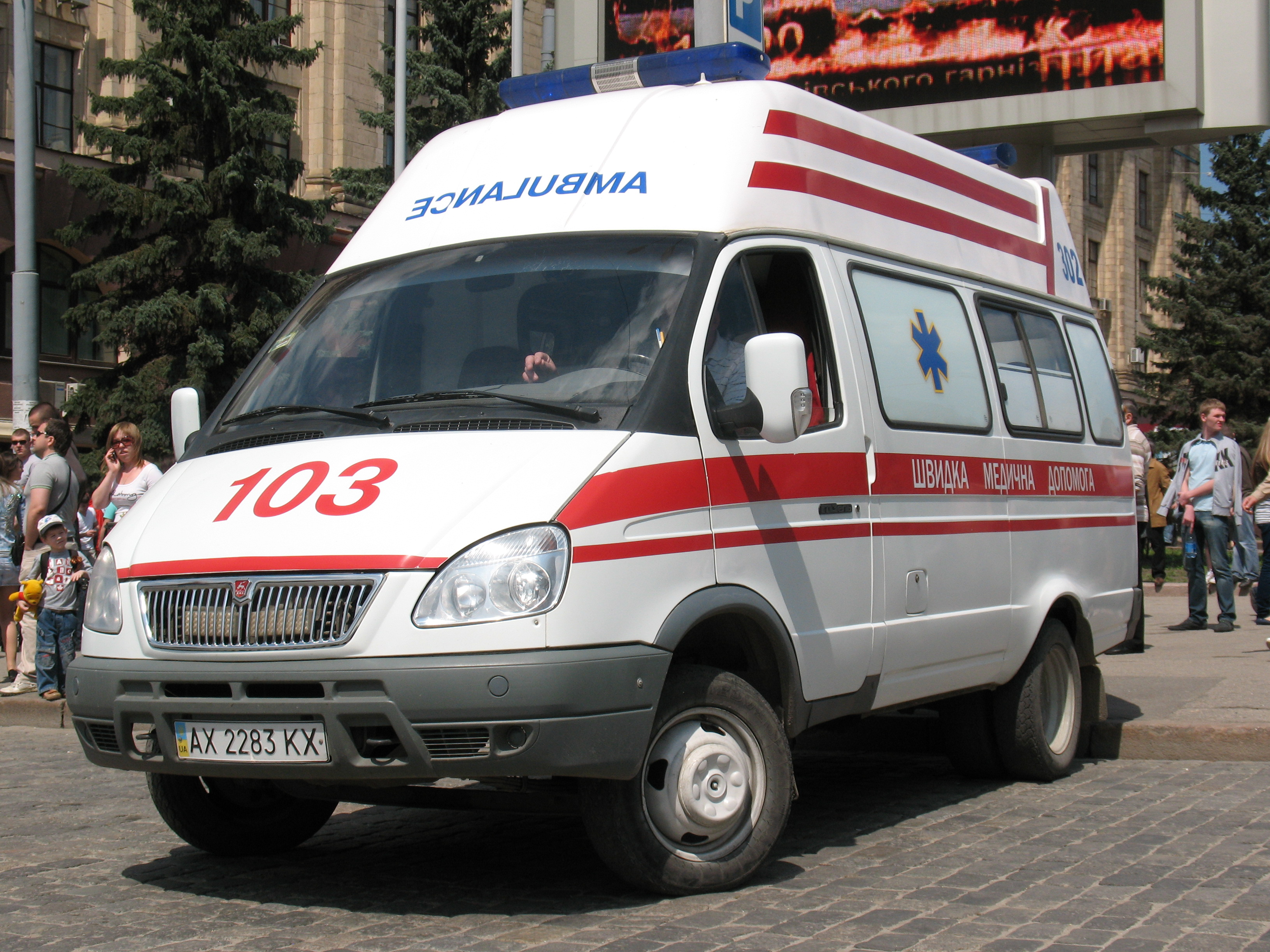
Una GAZelle tipo Ambulancia en Járkov, Ucrania
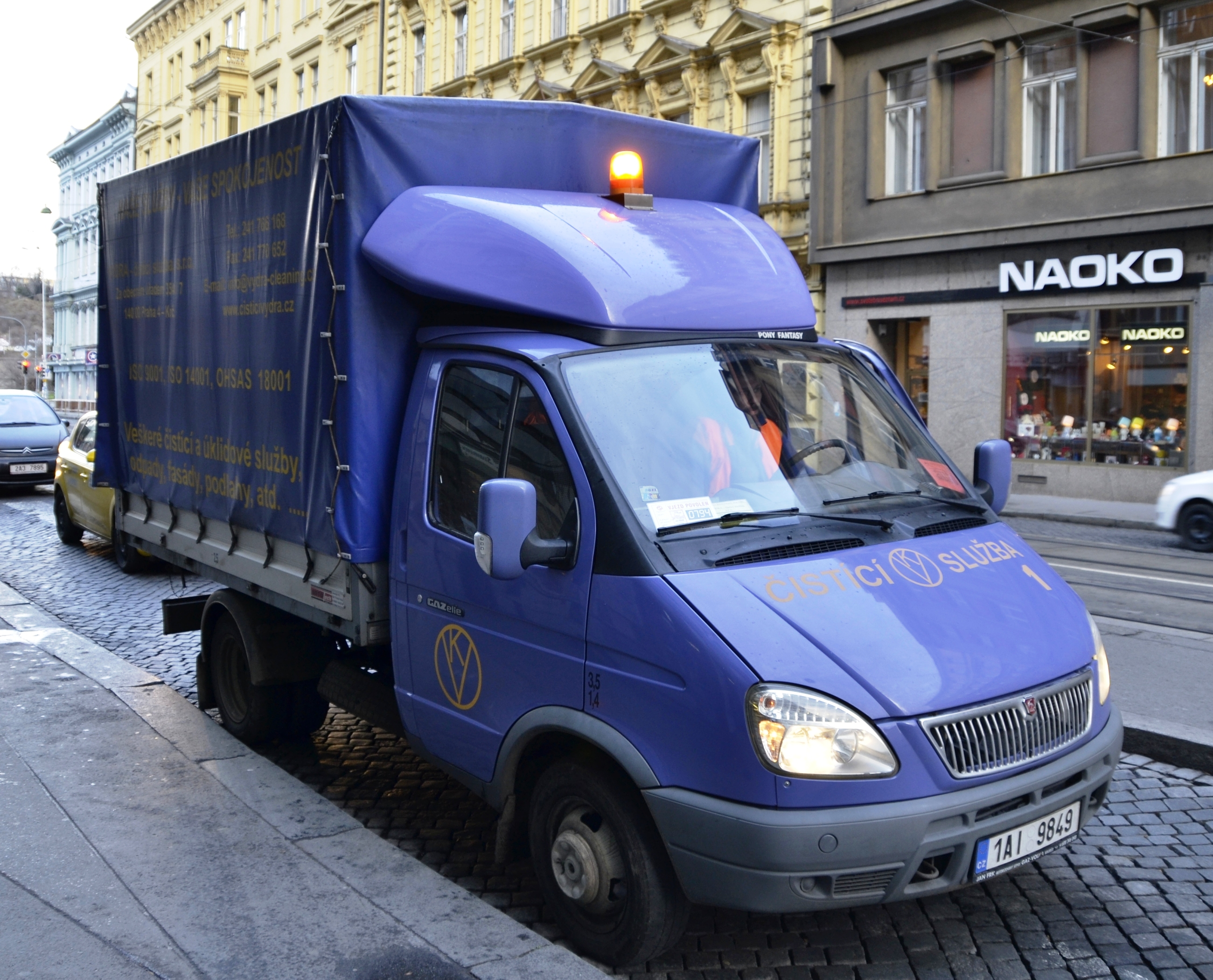
Una GAZelle en Praga
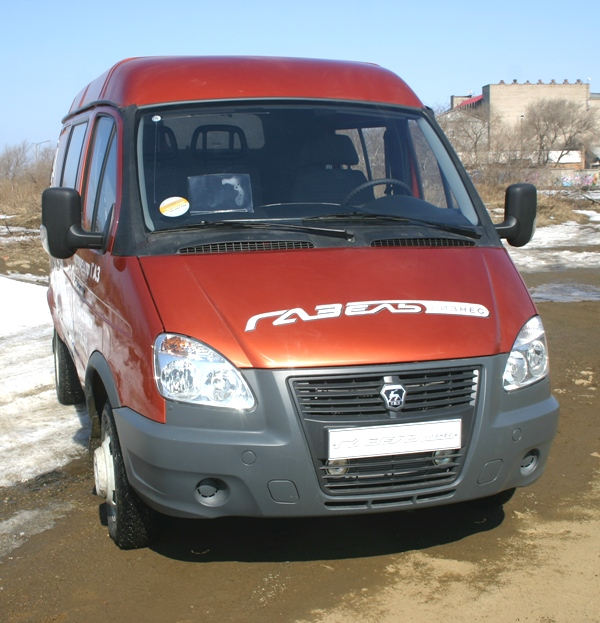
GAZelle-Business(2010 - 2013)
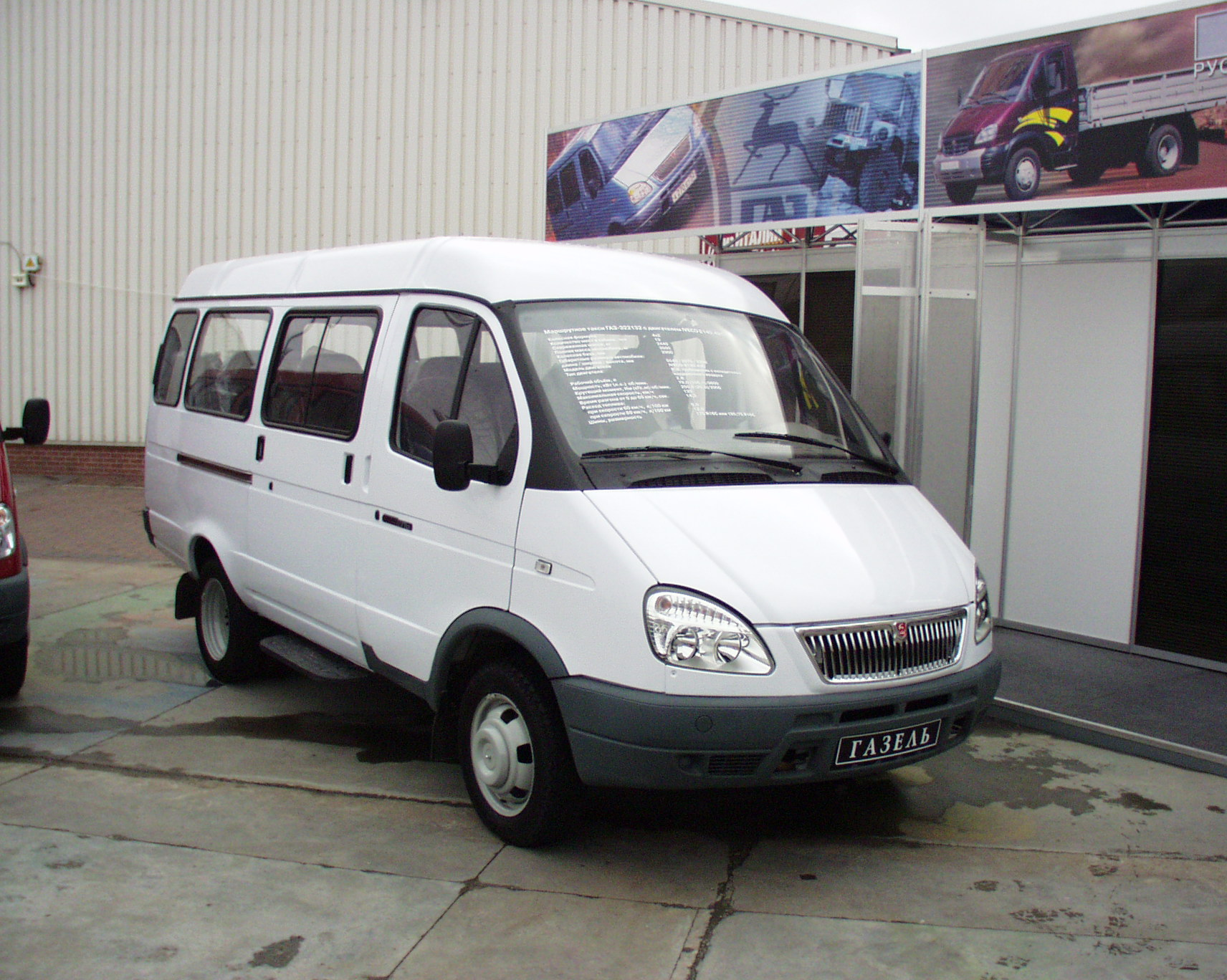
Una GAZelle de color blanco, tipo microbús.